# Mindre skogsmus
Mindre skogsmusen (Apodemus sylvaticus) är en art i familjen råttdjur, som förekommer i Europa och Nordafrika. Den skiljs från större skogsmus främst genom att den saknar det mörka tvärbandet på bröstet; båda arterna är ungefär lika stora.

## Utseende och läte
Mindre skogsmusen har gråbrun översida, gradvis ljusnande till ljusgrått på undersidan. På bröstet har vuxna djur en gulaktig fläck.
Kroppen är 6–15 cm lång, exklusive den 7–14,5 cm långa svansen; andra uppgifter talar om 8–11 cm lång kropp och en lika lång svans. Honorna väger omkring 14 g, hanarna omkring 25.
Arten har ett pipande ljud, vanligtvis med för hög tonhöjd för att vara hörbart för människan.

## Utbredning
Mindre skogsmusen finns i större delen av Europa, utom i de nordligaste delarna, samt i Nordafrika. Utbredningsområdet sträcker sig österut till nordvästra Turkiet, centrala Belarus, östra Ukraina och västligaste Ryssland. I Skandinavien finns den i Götaland och Svealand, Sydnorges kusttrakter och hela Danmark.
Den saknas helt i Finland, men är introducerad i Island.

## Ekologi
Mindre skogsmus är framför allt nattaktiv. Den hoppar och klättrar gärna, dock ej så bra som sin större släkting. Den är även en skicklig simmare, och gräver ofta gångar i marken, där den även brukar placera boet.
Den lever i en mängd olika habitat, namnet till trots inte främst i skog.  Arten förekommer oftast i öppnare terräng än större skogsmus.
Mindre skogsmusen är allätare med tonvikt på vegetabilier. Stapelfödan är frön av olika gräsarter, men den äter även örter, blad, rötter, frukt, svamp, insekter, maskar, snäckor och ibland as.

### Fortplantning
Fortplantningstiden sträcker sig från mars, eller april, till oktober. Milda vintrar, med god tillgång på föda, kan den även få ungar under vintern.
Honan föder upp till 4 kullar, om 4–7 ungar, per år. Hon är dräktig i 21 till 26 dagar. Ungarna, som väger omkring 2,5 g vid födseln, öppnar ögonen efter omkring 2 veckor, dias i 3 veckor, och blir könsmogna vid 2 månaders ålder.
Hanen bildar revir, men olika hanars revir kan överlappa varann och de verkar inte försvaras särskilt aktivt.